# Min morfar forfra
|  | Denne artikel er oprettet af botten PalnaBot ud fra en ekstern database. Den kan derfor have sproglige fejl eller mangler. Denne skabelon kan fjernes efter kontrol af indholdet. |

Min morfar forfra er en portrætfilm instrueret af Pernille Rose Grønkjær efter manuskript af Pernille Rose Grønkjær.

## Handling
Pernille har ikke noget forhold til sin morfar, han er en højtråbende, enetalende mand på 83, der ikke altid tænker, før han taler. Hvis hun vil nå at lære ham at kende, må hun gøre en indsats snart. Derfor har hun besluttet sig for at give ham en chance. Hun tager med ham på en 5 dages køretur rundt i Nordjylland med sit filmkamera. En hel lille roadmovie bliver der ud af det: To lige stædige generationer på cruise gennem et øde landskab i en bilkabines påtrængende intime rum. Ensomheden er fælles: Han har lige mistet sin elskede kone, hun er ved at lære at turde knytte sig til et andet menneske. Det bliver en anden tur end Pernille havde forestillet sig. Filmen er en del af serien »Min '« hvor 6 instruktører, alle kvinder, har skabt hver en film om en person de kalder deres - 6 personlige portrætter.